# Soto Rei
Soto Rei är en ort i Spanien.   Den ligger i regionen Asturien, i den norra delen av landet, 400 km nordväst om huvudstaden Madrid. Soto Rei ligger 131 meter över havet och antalet invånare är 343.
Terrängen runt Soto Rei är huvudsakligen kuperad, men åt sydväst är den bergig. Soto Rei ligger nere i en dal. Runt Soto Rei är det ganska tätbefolkat, med 120 invånare per kvadratkilometer. Närmaste större samhälle är Oviedo, 6,2 km norr om Soto Rei. I omgivningarna runt Soto Rei växer i huvudsak blandskog.